# 大胸蛇䲁
大胸蛇䲁（學名：Ophiclinus pectoralis），為輻鰭魚綱䲁形目胎䲁科蛇䲁屬的一個種，分布於東印度洋西澳大利亞海域，深度可達13公尺，本魚體細長，體褐色，背鰭、臀鰭和尾鰭有淺色的不規則斑紋，眼睛周圍有向外輻射出的深色條紋，胸鰭基部的四分之一為深褐色，外部透明，背鰭硬棘42-44枚、背鰭軟條1枚、臀鰭硬棘2枚、臀鰭軟條25-28枚，體長可達6公分，棲息在沙底質海草生長的水域，雌魚產附著性卵，雄魚會守護卵，幼魚為浮游性，生活習性不明。